# Karstmarmore
Als Karstmarmore werden Naturwerksteine aus der Region nördlich, östlich und südlich von Triest bezeichnet. Diese Gesteine werden in Lagerstätten von Aurisina (slowenisch: Nabrežina), Monrupino und Sežana gewonnen. Es handelt sich überwiegend um bioklastische Kalksteine und nicht um Marmore im petrografischen Sinne.

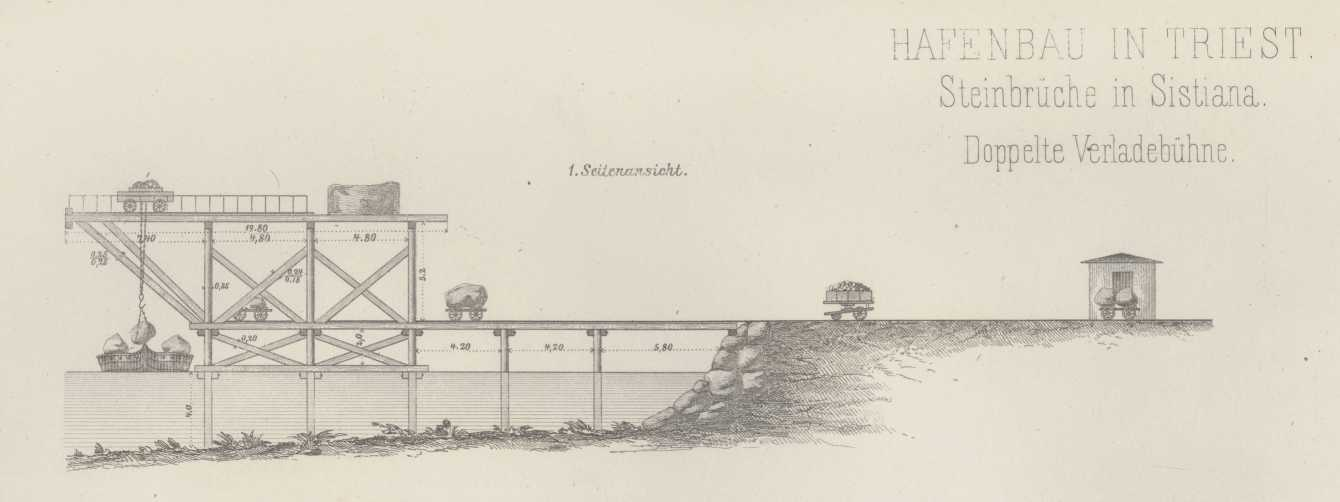
Allgemeine Bauzeitung 1876

## Begriffserläuterung
An Stelle des gängigen Begriffs „Karstmarmore“ wird gelegentlich auch „Karstkalke“ verwendet. Beide Termini sind irreführend, weil Naturwerksteine auch in anderen Karstregionen der Welt abgebaut werden.
Der Begriff „Karstmarmore“ für die Gruppe der Bau- und Dekorationsgesteine aus der Umgebung von Triest und auf Istrien hat sich in jener Epoche der Österreichisch-Ungarischen Monarchie verfestigt, als sich diese Gesteine für die Errichtung öffentlicher und privater Bauten einer außerordentlich regen Nachfrage erfreuten. Das betrifft besonders das 19. und beginnende 20. Jahrhundert. Relativ schnell übertrug sich dieser Sammelbegriff auf die konkurrierend genutzter Kalksteine aus den istrischen Karstgebieten. In diesem Zusammenhang verwischen sich in der zeitgenössischen Architektur nicht nur die konkrete Herkunftsregionen (Triester Karst oder Istrischer Karst) verschiedener Karstkalke, sondern auch einzelne Handelsnamen erfolgreicher Sorten werden von völlig verschiedenen Steinbrüchen (zum Beispiel San Stefano-Kalkstein, Grisignana-Marmor oder Giallo d’Istria) im ehemaligen Konjunkturboom mit Karstgesteinen scheinbar willkürlich verwendet. Die exakte Herkunft von den an historischen Gebäuden verbauten Sorten eindeutig zu bestimmen ist für Fachkräfte eine oft schwierige Aufgabe.

## Geschichte des Abbaus
Man kann davon ausgehen, dass sogenannte Schratten sowie Dolinen, also natürliche Karsterscheinungen im Gelände zur Gewinnung von erforderlichen einfachen Bausteinen den Ausgangspunkt darstellen.
Die Beanspruchung der Kalksteinlagerstätten bei Triest zur Werksteingewinnung ist bis in vorrömische Zeiten zurückzuverfolgen. Ehemalige Dorfburgen (Höhenburgen) oberhalb von Triest wurden aus den Karstkalken errichtet und sind für die Zeit um 1500 v. Chr. nachweisbar.

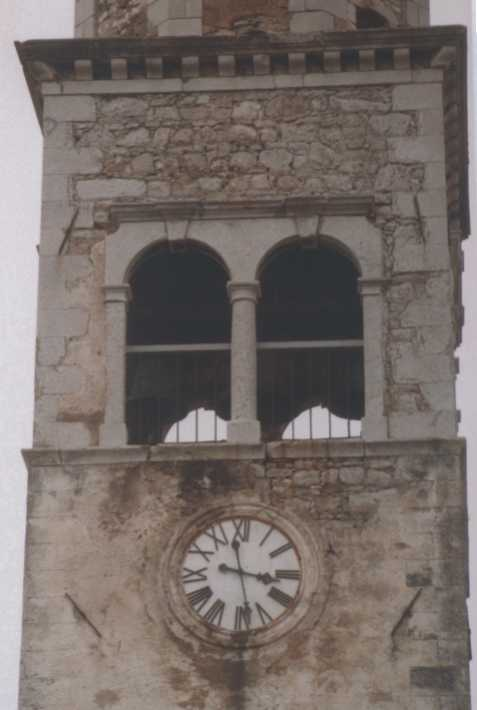
Kirchturm in Gorjansko, Slowenien

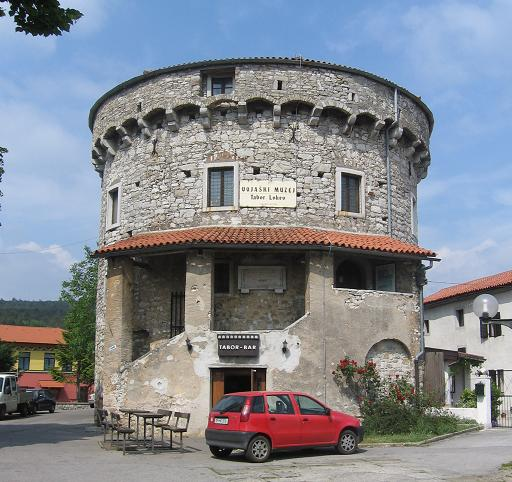
Verteidigungsturm in Lokev (Slowenien)

In der römischen Epoche war der Steinabbau im Tergester (Triester) Gebiet bereits etabliert und diente dem Materialbedarf im Bauwesen und in der Bildhauerei. Bauten des Kapitols in Tergeste, die Basilika und das nur noch fragmentarisch erhaltene Amphitheater wurden mit Aurisina-Kalkstein errichtet.
In Aquileia (181 v. Chr. gegründet) sind entgegen früheren Annahmen nur wenige und späte Architekturteile aus den Brüchen in der Umgebung von Aurisina. Die ältesten Steinreste sind dagegen ein Sandstein aus der Region Muggia und die Hafenanlagen dieser antiken Stätte errichteten die Römer aus salzwasserbeständigen istrischen Kalksteinen. Das Material eines ionischen Kapitells ist als Karstkalk aus Santa Croce (Antico Timavo) bei Triest (Tergeste) identifiziert worden.
Südlich von Aquileia sicherte die Via Gemina für Handel und Militär die notwendige Mobilität bis Pula und weiter südwärts führend die Via Flavia nach Dalmatien. Das Straßensystem begünstigte den Transport von Rohsteinen und fertigen Bauteilen in die Nachbargebiete oder zu nahen Häfen.
Das hohe und steil abfallende Ufer am Adriatischen Meer ließ keine sichere Straßenführung zu. In der hier zu betrachtenden Region verlief die römische Straße auf den Karstflächen oberhalb der heutigen Stadt Triest nach Istrien. Beidseitig dieser Straßenführung finden wir heute die wichtigsten Abbauareale von Triester Karstkalksteinen.
In der Bildhauerei Venedigs im 8. bis 10. Jahrhundert nehmen die Karstkalke aus dem Abbaugebiet Aurisina eine führende Stellung ein. Es ist zu beachten, dass für Venedig und andere oberitalienische Städte viele Steinbrüche zwischen der Triester Region und dem südlichen Istrien Baumaterial lieferten. Der relativ einfache Transport über das Adriatische Meer erleichterte die Verwendung erheblich.
Aus dem späten Mittelalter und der Renaissance sind uns wenige Zeugnisse und Hinweise auf den Steinabbau bei Triest überliefert. Ein Aufleben der Steinbrüche ist erst wieder im 18. Jahrhundert zu verzeichnen. Als Triest 1719 zum Freihafen erklärt wurde, verstärkte sich die Bautätigkeit.
In der Neuzeit erhielten die Karstkalke durch den Wiener Architekten Hans Christian Hansen ihre große Chance. Hansen galt unter den Architekten seiner Zeit als einer der ungewöhnlichsten Kenner von Baugesteinen. Viele seiner Kenntnisse erwarb er sich nach dem Studium (bis 1828) während seiner Aufenthalte in Rom, Neapel, auf Sizilien und in Athen. In der griechischen Metropole entwarf er unter anderem das Universitätsgebäude (ab 1839). Als eine stark auf Bildung orientierte Persönlichkeit beteiligte sich Hansen auch an archäologischen Arbeiten in Griechenland.
Die insgesamt gewonnene Fülle an Erfahrungen brachte ihm den Auftrag vom Österreichisch-Ungarischen Lloyd ein, die Anlagen des Triester Hafengeländes als dem für Österreich-Ungarn besonders wichtigen Tor zu Mittelmeer zu planen. Zuvor bereiste er in drei Jahren verschiedene europäische Hafenstädte, um deren Struktur und Funktionsweise besser kennenzulernen.
Schließlich entschied sich Hansen zum Bau der Trockendocks und der Funktionsgebäude für den kompletten Einsatz von Aurisina-Kalkstein. Das brachte den in der Region ansässigen Steingewinnungsbetrieben einen großen Aufschwung. Die zeitgenössische Berichterstattung über den Bau des Arsenals in Triest löste in Wien und in anderen Städten höchste Aufmerksamkeit aus. Die Werksteine aus dem Triester Karst erlebten eine wachsende Nachfrage. In Architektenkreisen jener Zeit galt unter anderem die Regel, dass man Bauwerke für die Ewigkeit schafft. Das hatte direkte Folgen für den wohlerwogenen Materialeinsatz bei Fassaden, Treppen und Fußböden. Die geringe Wasseraufnahmefähigkeit und andere gesteinsphysikalische Eigenschaften zahlreicher Sorten von Karstkalken erfüllen genau jene Erwartungen für die „Ewigkeit“.

Einfache Steinmetzarbeit in Skopo, Slowenien; typisches Kalksteinelement in den Weinbergen der Region

Die ungewöhnliche Aufmerksamkeit für die Werksteine aus dem früheren österreichisch-ungarischen Kronland Küstenland verstärkte sich noch, als 1873 auf der Wiener Weltausstellung eine große Natursteinpräsentation der k. k. geologischen Reichsanstalt zu sehen war.

## Geologie

Ausschnitt der geologischen Karte des Istrischen Küstenlandes von Guido Stache, 1864

### Stratigraphie
Der Lausanner Professor Charles Adolph de Morlot schuf 1848 die erste geologischen Karte der Karstregion und von Istrien. Umfassende und zusammenhängende Informationen über den geologischen Aufbau des Triester Karstes entstanden aber erst mit den Feldarbeiten von Guido Stache 1858 bis 1859 sowie 1877 und im Zeitraum von 1886 bis 1891.
In einem kleineren Gebiet des Karstes, der Umgebung von Sežana, begannen die geologischen Kartierungsarbeiten 1895 durch Franz Kossmat.
Die Karstlandschaft von Triest gehört dem Kreidesystem an. Für den Werksteinabbau in moderner Epoche sind nur zwei Zuordnungen relevant.

Die Aurisina/Santa Croce-Lagerstätte ist dem Senon (Oberkreide) zuzurechnen. In der Regionalgeologie wird auch von der Oberen Nabresinastufe gesprochen.
Die Kalksteine der Lagerstätte Monrupino stammen aus der Übergangsphase zwischen Cenoman und Turon (beides Oberkreide).

### Mineralische Zusammensetzung
Der Hauptbestandteil für die Sorten aus den Abbaugebieten Aurisina/Santa Croce, Monrupino und Lipica bildet Calciumcarbonat mit einem je nach Sorte schwankenden Anteil von 96,6 % bis 99,5 %. Die Werksteine aus dem Bereich Monrupino und die Brekzie von Slivia besitzen die leicht höheren Magnesiumcarbonatanteile.
Eisenverbindungen und andere akzessorische Bestandteile liegen bei etwa 0,1 % oder darunter.
Es fehlen Calcitadern und nennenswerte Hohlräume sind sehr selten (bei der Sorte Fior di Mare, Abbaugebiet Monrupino).

## Gesteinsbeschreibung
Die besonders geschätzte Eigenschaft vieler Werksteinsorten aus dem Triester Karst ist die geringe Porenzahl und damit das sehr niedrige Wasseraufnahmevermögen. Dieses gesteinsphysikalische Merkmal verleiht ihnen eine hohe Frostbeständigkeit, weshalb sie häufig an Fassaden verwendet wurden. Ihre Werte der Wasseraufnahmefähigkeit liegen zwischen 0,90 % (Repen Classico) und 13 % (Roman Stone). Die hohe Dichte der meisten Karstmarmore ermöglicht eine exzellente Politur.
Hinsichtlich der Farbpalette zeigen die Werksteine des Triester Karstes Tönungen von hellbeige bis goldbeige bei den Hauptsorten aus dem Abbaugebiet Aurisina und Santa Croce sowie graubeige bis hellgrau für die Sorten aus dem Gewinnungsraum Monrupino. Südlich davon, bei Sežana und Lipica werden wieder hellbeige bis beigegraue Gesteine gewonnen. Einige weiter östlich gelegene kleinere Abbaustellen, beispielsweise von Kopriva (historisch), zeigen durch enthaltene große graubraune fossile Schalenstücke ein dunkleres Erscheinungsbild.
Viele Werksteinsorten aus dem istrischen Karstgebiet sind goldbeige oder hellbeige getönt.
Betrachtet man die Strukturen, sind zwei Grundtypen festzustellen. Eine Gruppe wird von den bioklastischen Sedimenten mit vorherrschenden Trümmerstücken von fossilen Schalenresten (Lamellibranchien, Rudisten, Bryozoen, Ostrakoden) gebildet. Diese biomikritischen Kalksteine sind für Aurisina, Santa Croce und Lipica typisch.
Die Lagerstätte Monrupino besteht überwiegend aus Riffkalken (intraklastische Biomikrite) und repräsentiert den zweiten Grundtyp. Kleinere und größere Trümmer ehemaliger Korallenriffe sind mit Einzelfossilien in einer sehr feinkörnigen Kalkmasse eingeschlossen. An Fossilien finden sich Lamellibranchien, Foraminiferen, Echinidenradioliten, die meist durch ihre dunkelbraune Farbe dem Betrachter ins Auge fallen.
Die Gruppe der Karstmarmore wird von einer Kalkbrekzie (Cava Slivia) und durch einige kleinere Vorkommen von aragonitischen Sinterkalk (Stalattite) auf italienischer und slowenischer Seite bereichert.
Zur vollständigen Kenntnis über die Region sind weiterhin die sehr dunklen bis braunschwarzen Kalkgesteine von Abbaustellen auf slowenischem Staatsgebiet zwischen Komen und Tomaj zu nennen. Sie sind aus der Geschichte der Dekorationsgesteine unter den Namen Nero del Carso, Paragone oder Nero Nube bekannt und werden heute nicht mehr gewonnen.

Kalkstein Aurisina Romana (Italien)
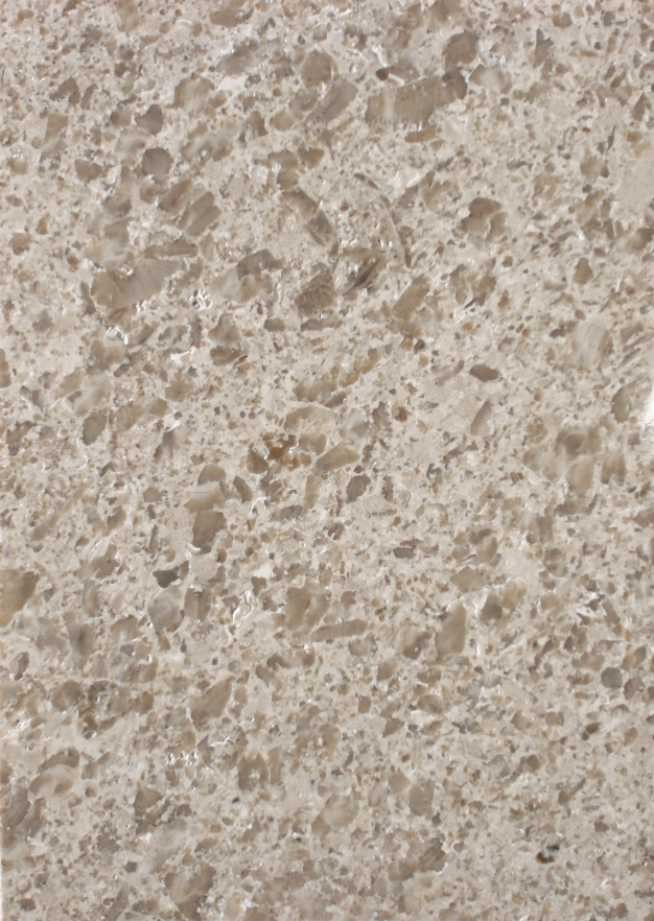
Kalkstein Aurisina Granitello (Italien)
Kalkstein Repen Classico (Italien)
Kalkstein Kopriva (Slowenien)

## Abbau

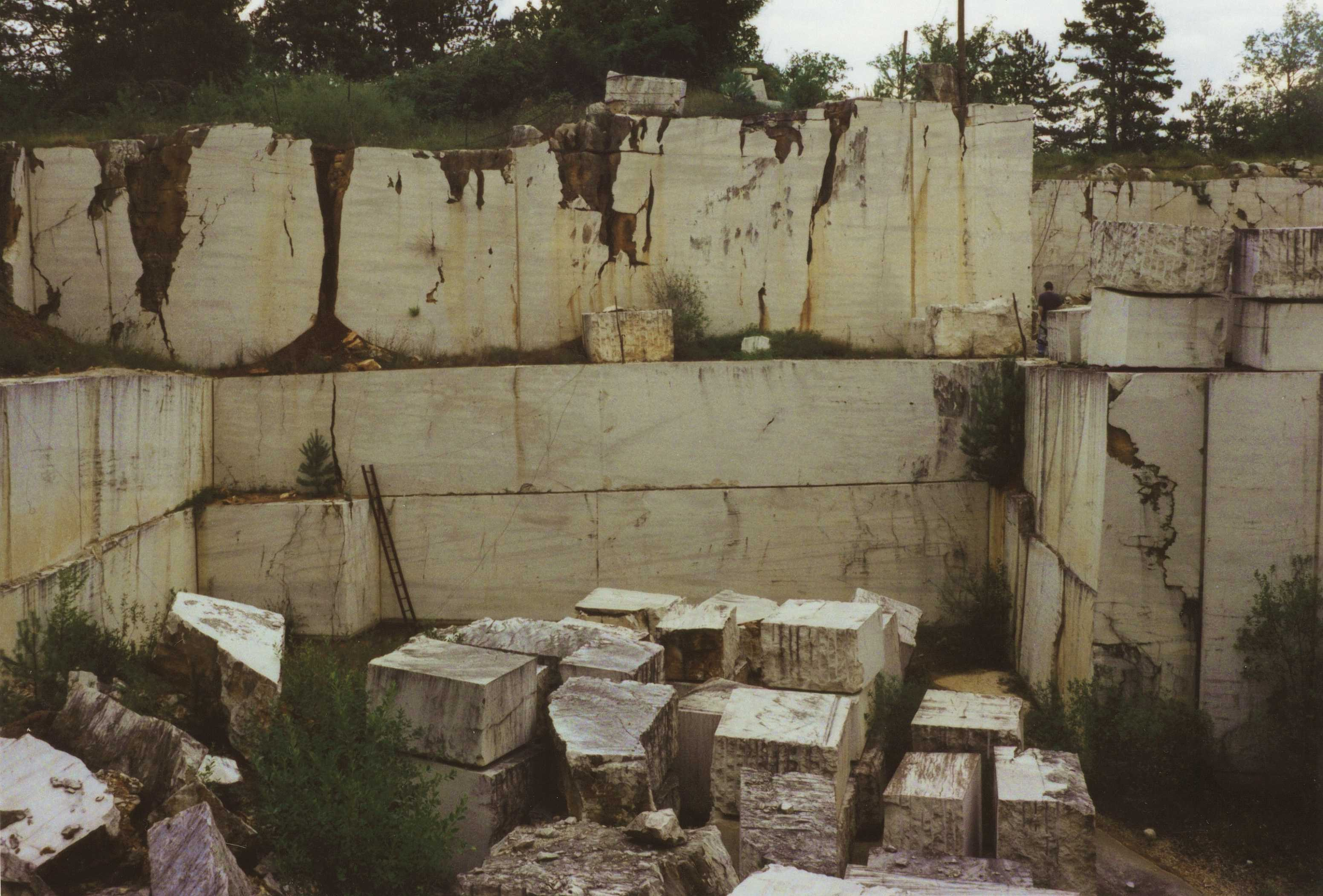
Kalksteinbruch Kornárija in Nordistrien

Die übliche Form des Werksteinabbaus im Triester Karst ist der Schachtbruch. Die nur leicht welligen Landschaftsflächen und in manchen Fällen genutzte Dolinen sowie die vertikale Dimension der Lagerstätte erzeugen schachtförmige Steinbrüche. An jenen Stellen, wo mehrere Schachtbrüche miteinander verschmelzen entsteht ein Grabenbruch (zum Beispiel im Bereich von Cava romana). Weniger häufig sind im abfallenden Gelände seitlichen Erschließungen der Lagerstätte (Lehnenbruch). Sie lassen einen einfacheren Abtransport von Rohblöcken zu (zum Beispiel Cava Petrovizza).
In einzelnen Fällen wurde und wird Werkstein unterirdisch gewonnen. Das bekannteste Beispiel dieser Region ist der Steinbruch „Cava romana“ in Aurisina. In der westlichen Wand des noch heute genutzten Areals sind aus dem Altertum offene Abbauräume mit mehreren Stützpfeilern aus Kalkstein erhalten. Der moderne Abbau erfolgt oberirdisch im Strossenbau.
In der Lagerstätte Lipica geschieht die neuzeitliche Kalksteingewinnung auch im unterirdischen Gewinnungsbetrieb mit Schrämen.
Die Werksteine in den kroatischen Karstgebieten werden meist im Strossenbau gewonnen. Viele ehemals gängige Abbaustellen sind heute geschlossen. Manche hatten schon in der römischen Epoche große Bedeutung, zum Beispiel der Steinbruch Valtura für Bauten in Pula.

## Anwendungsformen
Bildhauerarbeiten

Fassadenmauerwerk

Balustraden und Brüstungen

Treppenanlagen

Brunnen

Bodenbeläge

schweres Mauerwerk (zum Beispiel Hafenanlagen)

Brückenbauten

Grabmale

Denkmale

## Anwendungsbeispiele
Italien:

Architektur des Triester Gouverneurspalastes
Fassade aus Aurisina-Kalkstein

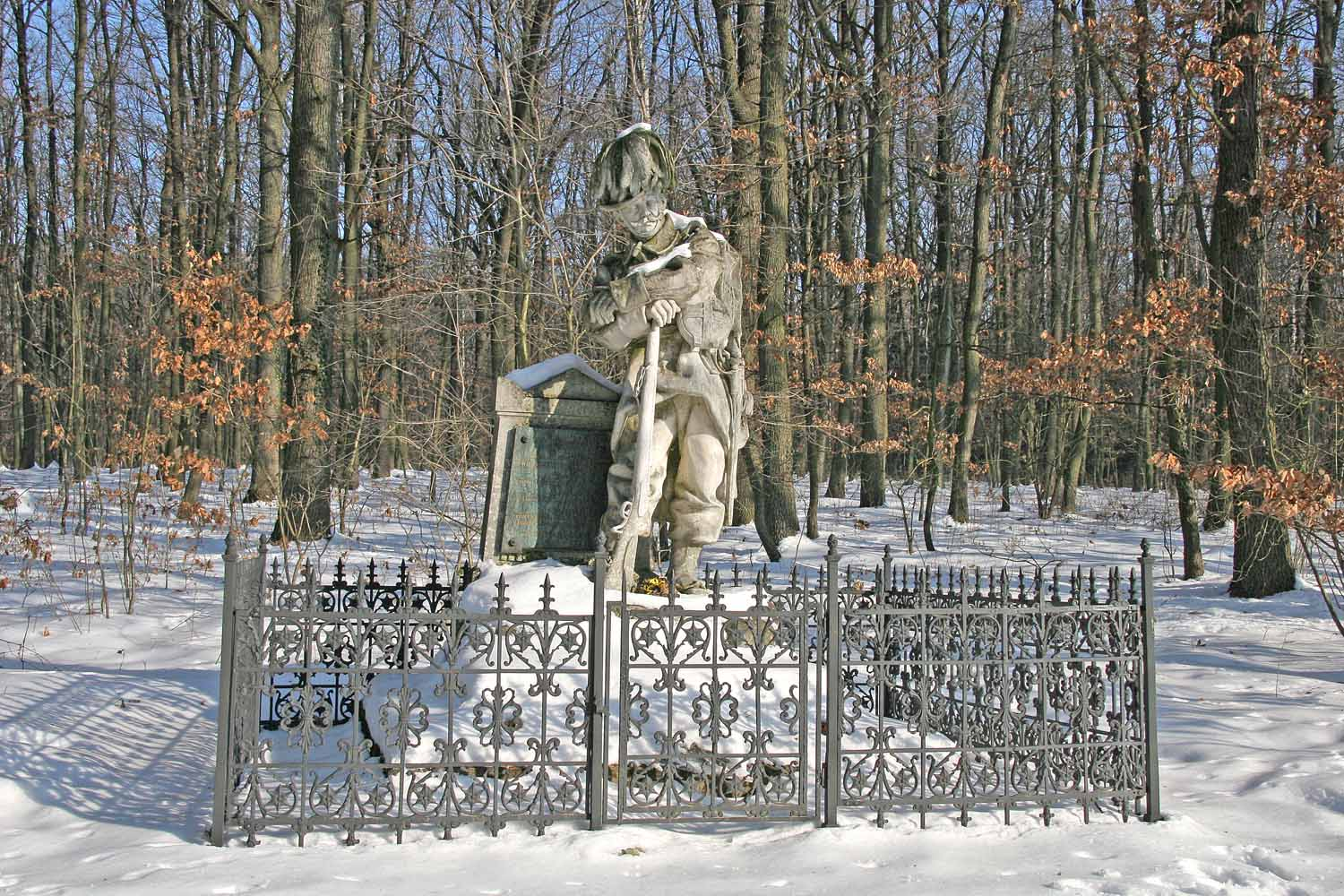
Denkmal bei Hněvčeves / CZ

- Como: Ehrentempel Alessandro Volta
- Mailand: Zentralbahnhof, Banca Commerciale Italiana
- Murano: äußere Verzierungen der Kirche Santa Maria e San Donato
- Ravenna: Mausoleum des Theoderich
- Triest: Gouverneurspalast,  Cassa di Risparmio di Trieste, ehem. Credit-Anstalt, Österr.-Ungar. Lloyd, Alte Börse, Fensterrosette der Kathedrale San Giusto, Porta decumena, Amphitheater

Österreich:
- Graz: Opernhaus
- Linz: Landesgalerie Francisco-Carolinum
- Wien: Neue Hofburg, Parlamentsgebäude, Gebäude der Ringstraße, Neues Rathaus, Akademie der Bildenden Künste, Börse, Palais Erzherzog Wilhelm

Tschechien:
- Hněvčeves (Hügel Svíb): Denkmal für das österreichische 8. Feldjäger-Bataillon (errichtet 3. Juli 1896), Entwurf: Viktor Tilgner; Ausführung: Otto Svoboda und Zdenek Ježek

Ungarn: 
- Budapest: Neues Parlamentsgebäude, Privatbauten, Deak-Mausoleum

Länderübergreifende Beispiele:
- Bahnstrecke Ljubljana–Trieste: Bahngebäude und Brückenbauten

Weitere Verwendungsorte:
- Bauten in Ljubljana, Maribor, Debrecen, Arad, Temesvar, Osijek, Belgrad, Bukarest, Alexandria, Port Said, Kairo u. a.

## Architekten verwendeten Triester Kalksteine (Auswahl)
- Pietro Nobile (Biblioteca Civica, Triest)
- Hans Christian Hansen (Arsenal, Triest)
- Gottfried Semper / Karl von Hasenauer (Hofbautenkomplex, Wien)
- Ulderico Moro (Palazzo Pitteri, Triest)
- Theophil Hansen (Parlamentsgebäude, Wien / Palais Erzherzog Wilhelm, Wien / Börse, Wien)
- Friedrich Schmidt (Neues Rathaus, Wien)
- Fellner & Hellmer (Opernhaus, Graz)
- E. Nordio (Justizpalast, Triest)
- Miklós Ybl (Staatsoper, Budapest)
- Imre Steindl (Parlamentsgebäude, Budapest)
- Alajos Hauszmann (innerstädtische Bauten in Budapest)

## Handelssorten
Die Handelssortenbezeichnungen sind über den Zeitraum der letzten 200 Jahre hinweg schwankenden Einflüssen unterworfen gewesen und sind manchmal irritierend wechselhaft. Die näheren Zusammenhänge wurden von verkaufsorientierten, alltagssprachlichen und regionalspezifischen Eigenheiten geprägt. Zudem üben direkte zeithistorische Spracheinflüsse aus dem Italienischen, Slowenischen und Deutschen auf die Namensgebung ein.
Eine detaillierte Darstellung wechselnder und korrespondierender Handelsnamen aller Werksteine des Triester und Istrischen Karstes kann in diesem Rahmen nicht gegeben werden. Nachfolgend nur die wichtigsten Sortennamen, die überwiegend noch heute nachvollziehbar bzw. in Anwendung sind:

### Aus dem Triester Gebiet
Aurisina Roman Stone (Aurisina Romana)

Aurisina Granitello

Aurisina Fiorito

Repen Classico

Repen Fiorito

Repen Tabor

Monrupino

Fior di Mare

### Aus Istrien
Canfanaro

Giallo d’Istria

Grisignana (Grožnjan)

Marzana

Merlera

Orsera